# افسانه اوچی
افسانه اوچی (به انگلیسی: The Legend of Ochi) یک فیلم فانتزی و ماجراجویانه آمریکایی محصول سال ۲۰۲۵ به نویسندگی و کارگردانی ایسایا ساکسون در اولین فیلم بلند خود است. در این فیلم هلنا زنگل، فین ولفهارد، امیلی واتسون و ویلم دفو به ایفای نقش پرداخته‌اند.
این فیلم برای اولین بار در جشنواره فیلم ساندنس در ۲۶ ژانویه ۲۰۲۵ به نمایش درآمد. و در ۲۵ آوریل ۲۰۲۵، پس از اکران محدود در شهر نیویورک و لس آنجلس در ۱۸ آوریل، در ایالات متحده اکران گسترده‌ای داشت. قبلاً قرار بود در ۲۸ فوریه ۲۰۲۵ منتشر شود، اما در ژانویه ۲۰۲۵ پس از اینکه ساکسون خانه خود را در آتش‌سوزی ۲۰۲۵ جنگل‌های کالیفرنیای جنوبی از دست داد، به تعویق افتاد.

## داستان
در دهکده‌ای دورافتاده دختر جوانی به نام یوری از کودکی یادگرفته که هرگز بعد از تاریکی هوا بیرون نرود و از موجودات جنگلی منزوی معروف به اوچی بترسد. اما زمانی که یک بچه اوچی توسط گروه خود رها می‌شود، یوری به یک ماجراجویی بزرگ و خطرناک قدم می‌گذارد تا اوچی را دوباره با خانواده‌اش متحد کند و…

## ساخت
فیلمبرداری اصلی در ۱ نوامبر ۲۰۲۱ در رومانی آغاز شد و تا ۱۵ دسامبر ۲۰۲۱ ادامه یافت.

## بازخوردها
- در وب‌سایت جمع‌آوری نقد راتن تومیتوز از رای ۱۰۲ منتقد دارای امتیاز ۷۸ درصد است.[۱۱] اجماع این وب سایت می‌گوید: «افسانه اوچی، شگفت انگیزی از مدرن‌ترین نمایش عروسکی و جلوه‌های بصری، داستان قابل پیش بینی خود را با ارائه ای مسحورکننده ارتقا می‌دهد.»
- در متاکریتیک که از میانگین وزنی استفاده می‌کند، بر اساس ۲۶ منتقد، امتیاز ۶۸ از ۱۰۰ را به فیلم اختصاص داده است که نشان دهنده نقدهای «به طور کلی مطلوب» است.[۱۲]